# Barclay Vincent Head
 (mai 2024).
Barclay Vincent Head, né le 2 janvier 1844 à Ipswich (Suffolk, Angleterre) et mort le 12 juin 1914 à Londres, est un historien et numismate anglais.

## Biographie
Barclay Vincent Head a fait ses études à la Grammar School d'Ipswich. En 1864, il devient assistant au British Museum.
En 1908, il est élu vice-président de la Royal Numismatic Society.
De 1869 à 1910, il est directeur adjoint de la rédaction de la revue Numismatic Chronicle. 
Il a été correspondant de l'Institut de France et membre de l'Académie des sciences de Berlin.
Conservateur du département des monnaies et médailles du British Museum de 1893 à 1906, son principal travail est représenté par Historia Numorum and the Catalogues of Greek Coins in the Britisch Museum dont il a contribué à 8 des 10 tomes (édité en 1887 et réédité en 1911). Cette édition est considérée comme l'élément de base pour l'étude de la monnaie grecque antique.
En 2001, une édition augmentée d'Historia Numorum a été publiée uniquement pour la monnaie grecque d'Italie (Rutter, Burnett, Crawford, Johnston, Jessop Price : Historia Numorum Italy. The British Museum Press, London, 2001)

## Monnaie étrusque
Dans Historia Numorum, il a fixé le début de la monnaie locale au Ve siècle av. J.-C. et celle en or de Velzna vers 300 - 265 av. J.-C. Selon lui, avant 350 av. J.-C., le standard utilisé était le euboico - siracusano de la litrae suivi d'abord par un standard de l/2 litrae et ensuite, au IIIe siècle av. J.-C., par un standard de 2 scrupoli, et enfin par un standard de 1 scrupulum et de son équivalent en bronze.

## Publications
- History of the Coinage of Syracuse, 1874.
  - of Lydia and Persia, 1877.
  - of Ephesus, 1880.
  - of Boeotia, 1881.
- Guide to the Coins of the Ancients. 1881.
- Historia Numorum : a Manual of Greek Numismatics, Oxford, 1887 ; 2e éd., Londres, 1911.
- Catalogue of Greek Coins: Attica-Megaris-Aegina, Londres, 1888.
- Catalogue of Greek Coins: Macedonia, etc., Londres, 1879.
- Catalogue of Greek Coins. Corinth, Colonies of Corinth, etc., Londres, 1889.
- Catalogue of Greek coins. The Tauric Chersonese, Sarmatia, Dacia, Moesia, Thrace, etc., avec Reginald Poole, Londres, 1877.

## Sources
- (it) Cet article est partiellement ou en totalité issu de l’article de Wikipédia en italien intitulé « Barclay Vincent Head » (voir la liste des auteurs).
- Émile Chatelain, « Éloge funèbre de M. Barclay Vincent Head, correspondant étranger de l'Académie », dans Comptes rendus de l'Académie des inscriptions et belles-lettres, 4, Paris, 1914, p. 427-428 (en ligne).